# Sotto controllo. Edward Snowden e la sorveglianza di massa
Sotto controllo. Edward Snowden e la sorveglianza di massa è un saggio del 2014 del giornalista investigativo americano Glenn Greenwald che tratta delle Divulgazioni sulla sorveglianza di massa del 2013 e delle rivelazioni dell'ex consulente della National Security Agency Edward Snowden.

## Temi trattati
Il libro descrive come Greenwald è stato coinvolto nelle Divulgazioni sulla sorveglianza di massa del 2013, dopo essere stato contattato in forma anonima da Edward Snowden per rivelare i documenti in suo possesso sull'esistenza di una rete di sorveglianza globale creata dalle autorità statunitensi attraverso Internet e con la collaborazione delle società tecnologiche.
Dopo essere stato contattato da Snowden per il suo ruolo di blogger da sempre interessato al controllo delle politiche del governo americano, Greenwald racconta del primo incontro con la sua fonte in un viaggio a Hong Kong.
Man mano che la sua inchiesta continua, Greenwald scopre un numero sempre crescente di documenti e informazioni scottanti che verranno poi pubblicati nel libro. Oltre alla descrizione della rete di sorveglianza, Greenwald coglie anche l'occasione di parlare dell'establishment e dei principali mass media che cercano il più possibile di evitare controversie con il governo e di conseguenza meno collaborativi di fronte a temi di interesse per il pubblico.

Il libro è suddiviso nei seguenti capitoli:

Introduzione

cap.1 Il Contatto

cap.2 Dieci giorni a Hong Kong

cap.3 Raccogliere tutto il raccoglibile

cap.4 Il male della sorveglianza

cap.5 Il quarto potere

Epilogo
Alla sua pubblicazione, il libro ha suscitato un forte dibattito ricevendo numerosi commenti positivi, per esempio dal professore di legge David D. Cole sulle pagine del The Washington Post o dalla rivista online Slate, o ancora dal giornalista inglese Henry Porter sul Guardian.

## Premi e Riconoscimenti
Sotto controllo ha ricevuto numerosi e prestigiosi riconoscimenti, tra i quali:
- nel 2014 il Premio fratelli Scholl[7]
- nel 2014 il Guardian ha vinto il Premio Pulitzer per il miglior giornalismo di pubblico servizio (Public Service) per i reportage sui files dell'NSA[8].

## Edizioni italiane
Il libro è stato pubblicato in Italia nelle seguenti edizioni:
- Glenn Greenwald, Sotto controllo. Edward Snowden e la sorveglianza di massa, 1ª ed., Rizzoli, collana Saggi Stranieri, 373 pagine, copertina rigida, 13 maggio 2014, ISBN 8817077550.